# Isotoma viridis
Isotoma viridis är en urinsektsart som beskrevs av Bourlet 1839. Isotoma viridis ingår i släktet Isotoma och familjen Isotomidae. Arten är reproducerande i Sverige. Inga underarter finns listade i Catalogue of Life.